# 管庭芬

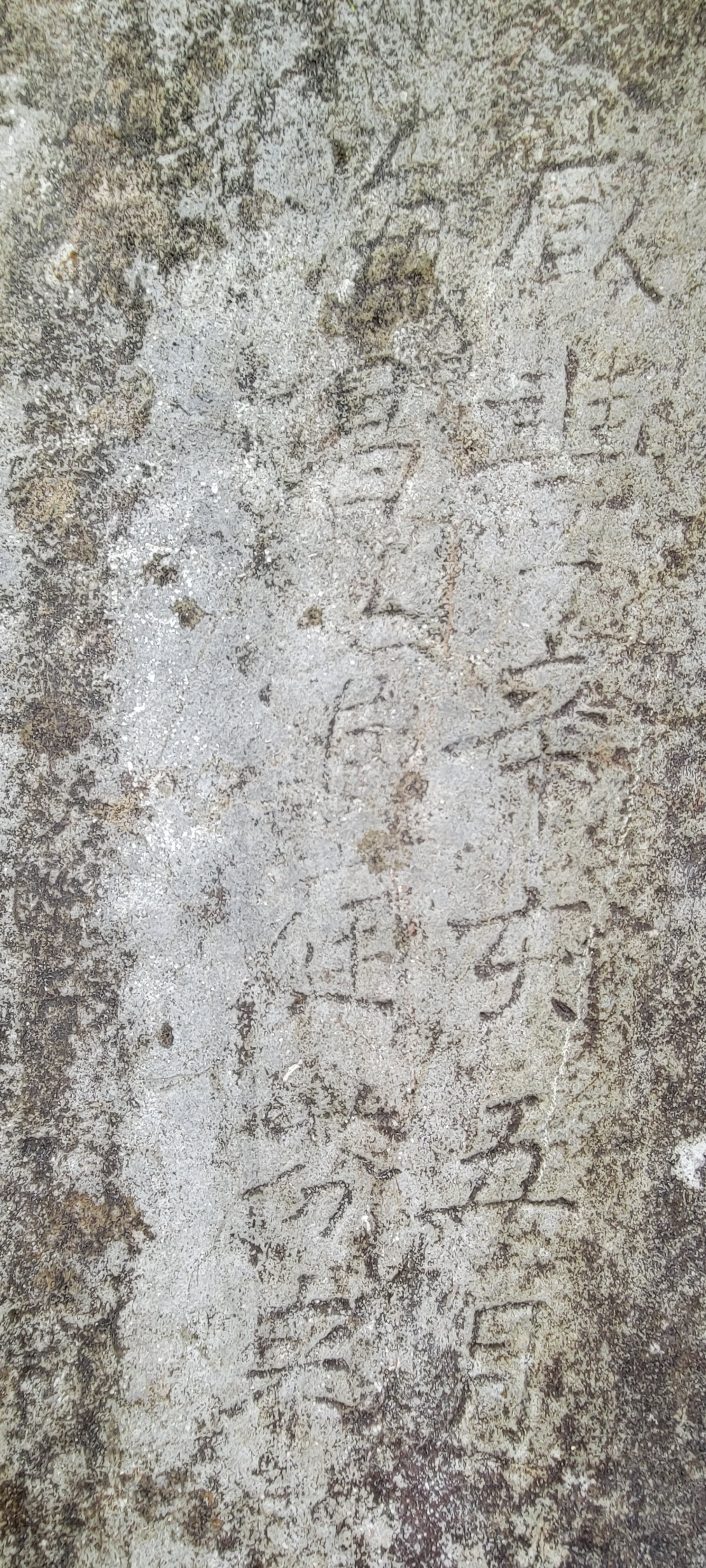
“咸豐辛亥五月海昌管庭芬來遊”題刻，杭州飛來峰冷泉溪邊。然参考《管庭芬日记》咸丰元年五月初九条，该题名实际上是江阴人方可中代管庭芬所题。

管庭芬（1797年—1880年），字培蘭，又字子佩，號芷湘，小字阿男。浙江海寧路仲人。清嘉道年间诸生。
管凤苞族孙，管题雁之子。管庭芬生于嘉庆二年（1797）七月八日，初名怀许，以纪念母亲许氏。五岁时出继伯父管省吾。十八岁始更名庭芬。早年师从金应向（号介亭），為諸生，博览群书。工詩文，善画山水，精鑑賞，好藏书。嘗館於表兄弟蔣光煦之“慎習堂”，助其校勘《别下斋丛书》。太平天国军兴期间，奉母避地乡村，仍不廢抄書。嘗助钱泰吉纂修《海昌備志》。其所抄《清绮斋藏书目》今存国家图书馆，有孙诒让跋云：“书既珍秘，又出海宁管芷湘手抄，故甚爱之。”嘉庆二年（1797年）開始寫日記，至同治四年（1865年）為止，共寫了六十九年。又能詩，集成《亭溪老屋自娱集》。光绪六年（1880年）去世。著有《錢遵王〈讀書敏求記〉校証》、《宋詩鈔補》、《渟溪老屋集》、《海隅遗珠录》、《天竺山志》、《南唐杂剧》等。
管庭芬崇奉道学，厌恶佛教，曾作《戏拈八首》其中有“儒教毅难犯，释教卑易使。”之语。他认为僧尼只受供养而无利于民。不过，管庭芬与金石大家六舟上人过从甚密，两人交游十余年，管曾为六舟《金石书画编年录》作序。